# Resia
Resia (tiếng Slovene: Rezija) là một đô thị ở tỉnh Udine trong vùng Friuli-Venezia Giulia thuộc Ý, có cự ly khoảng 90 km về phía tây bắc của Trieste và khoảng 35 km về phia bắc của Udine, on the border with Slovenia. Tại thời điểm ngày 31 tháng 12 năm 2004, đô thị này có dân số 1.244 người và diện tích là 119 km².
Resia giáp các đô thị: Kobarid (Slovenia), Chiusaforte, Lusevera, Bovec (Slovenia), Resiutta, Venzone.